# Tintern Abbey (Irlanda)

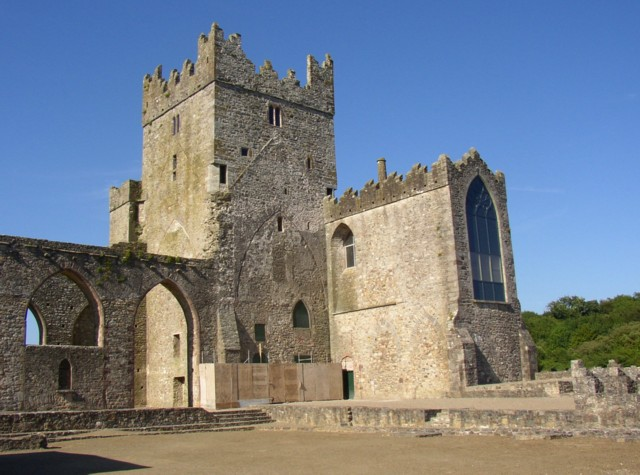
Rovine della Tintern Abbey nella Contea di Wexford in Irlanda

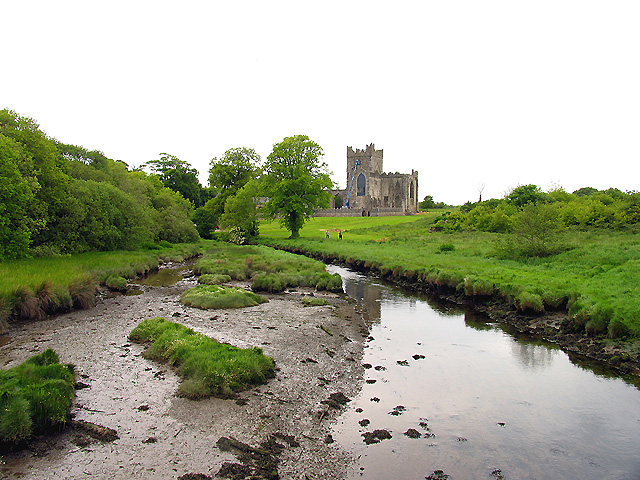
Panorama dell'abbazia e del fiume

Tintern Abbey era una abbazia cistercense abbandonata e in rovina nella penisola di Hook, Contea di Wexford in Irlanda.

## Storia
L'abbazia – oggi in rovina, anche se alcuni suoi resti sono stati restaurati – venne fondata intorno al 1200 da William Marshall, conte di Pembroke, in adempimento di un voto che aveva fatto quando la sua barca era stata investita da una tempesta nelle vicinanze. Una volta costruita, l'abbazia fu amministrata dai monaci cistercensi dell'abbazia di Tintern di Monmouthshire, Galles, dei quali Marshall era benefattore. Per distinguere le due abbazie, quella del Galles era nota anche come Tintern Major e quella in Irlanda come Tintern de Voto (Tintern del voto).
Dopo lo scioglimento dei monasteri l'abbazia e i suoi possedimenti andarono, in primo luogo, a Sir James Croft, e poi nel 1575 ad Antony Colclough dello Staffordshire, un soldato di Enrico VIII. I discendenti di quest'ultimo divennero Baronetti Colclough. L'ultimo membro della famiglia Colclough a risiedere a Tintern fu Lucey Marie Biddulph Colclough che donò l'abbazia alla nazione. Da allora il luogo è stato sottoposto a ricerche e restauri.